# Cylinder (motordel)
 For alternative betydninger, se Cylinder. (Se også artikler, som begynder med Cylinder)
En cylinder er en af de centrale dele af en stempelmotor og er det område, som et stempel bevæger sig i. Almindeligvis er flere cylindre arrangeret ved siden af hinanden i en motorblok, som typisk er støbt af aluminium eller støbejern, før den bearbejdes med præcisions-fræsning. Cylindrerne kan være monteret med cylinderforinger af et hårdere metal, eller have fået en slidstærk belægning så som Nikasil. Man har forsøgt at lave keramiske cylinderforinger, indtil videre uden succes, undtagen i lavhastigheds "oliefrie" dampmaskiner. En cylinders volumen er dens tværsnitsareal, dvs. radius (det halve af cylinderdiameter) gange radius gange pi  gange den distance, som stemplet bevæger sig inde i cylinderen (slaglængden). Med andre ord er formlen for volumeberegningen: π * r^2 * h (højden), hvor π = 3,14. Motor-volumen er volumen af en cylinder gange antallet af cylindre i motoren. 
Et stempel tætnes af flere metal-stempelringe som sidder rundt om stemplet i inddrejede spor; typisk er der to stempelringe til kompressions-forsegling og en til olie-forsegling (I dampmaskiner bruges kun kompressions-forseglingsringe, af hvilke der kan være fra to til fem på stemplet; der opretholdes sædvanligvis en fin olietåge i den damp, der arbejder i cylinderen). Ringene presser mod cylinderforingens hårde væg og glider på en tynd film af smøreolie, som er afgørende nødvendig for at forhindre motoren i at sætte sig fast. Denne kontakt, og den derved resulterende slitage, forklarer behovet for en hård overflade på cylinderens inderside.  Tilkørsel af en motor er en proces, hvorved små ujævnheder i metallet efter fremstillingen skånsomt udjævnes. En motorrenovering eller omboring er en proces, hvorved cylindrerne udfræses til en anelse større diameter, og nye stempler og stempelringe isættes.